# Huanguelén
Huanguelén es una localidad argentina perteneciente a los partidos de Guaminí y Coronel Suárez, Daireaux y General La Madrid en el suroeste de la provincia de Buenos Aires. Su planta urbana se encuentra mayoritariamente en el partido de Coronel Suárez, pero ingresa levemente al partido de Guaminí, por lo que en algunos censos este fue extendido sobre ese partido. Se encuentra a 78 km al norte de la ciudad de Coronel Suárez a través de las rutas RP 85 y RP 60.

## Historia
Las tierras donde se encontraba emplazado el establecimiento denominado Huanguelén, eran propiedad en 1881 de don Francisco Rosquilla. Más tarde los terrenos pasaron a manos de Luis Lohezic. En febrero de 1888 la compra Francisco Meeks, quien la vende en 1891 a la Compañía Territorial Mc Gaw y Cía.
La localidad estuvo relacionada en sus inicios con las actividades ganaderas, aunque más tarde se realizaron ensayos agrícolas. En 1911 la firma Gahan Hermanos (integrada por Alfredo, Tomás, Edmundo, Ernesto y Elena Gahan), adquirió las tierras. El 27 de septiembre de 1912 ante los reclamos de Edmundo Gahan, se rematan judicialmente 39.999 ha divididas en chacras, quintas y solares. Los trabajos de amojonamiento y trazado del pueblo, fueron realizados por los hermanos Guillermo, Walterio y Diego Grant. 
El principal propulsor de la fundación de Huanguelén fue Alfredo Gahan, por lo cual existe en la localidad un boulevard con su nombre. La Delegación Municipal fue creada en 1913, siendo su primer delegado Walterio Grant. Ese mismo año fue fundada la Sociedad Cosmopolita de Huanguelén e inaugurada el 23 de junio la Escuela № 8. En 1919 poblaban el lugar más de 4.000 habitantes, ocupando aproximadamente 400 viviendas en el pueblo y establecimientos rurales de las inmediaciones.
La economía se relacionaba con las actividades industriales y debido a la calidad de sus tierras se sembraban gran diversidad de cultivos. Fue factor fundamental del desarrollo económico de la localidad la empresa "La Oleaginosa de Huanguelén", fundada el 22 de diciembre de 1944. En 1960 termina de construirse el tramo pavimentado desde la Ruta provincial 60 hasta la localidad.
A comienzos del siglo XXI se cultiva principalmente girasol, y en menor grado trigo y maíz. La ganadería, especialmente los bovinos, evolucionan en niveles notables. El máximo exponente del desarrollo de la región fue la Oleaginosa de Huanguelén.

## Cultura
Es la ciudad natal del conocido cantautor folclórico argentino José Larralde. La ciudad cuenta con una biblioteca pública llamada "Dr. Baldomero Fernández Moreno", en honor al médico y poeta que estuvo radicado por un tiempo en esta localidad. Cuenta con un Centro Cultural, Emilia Cura de Conde, donde estuvo en sus inicios el Club de los Irlandeses, luego domicilio del poeta Fernández Moreno.

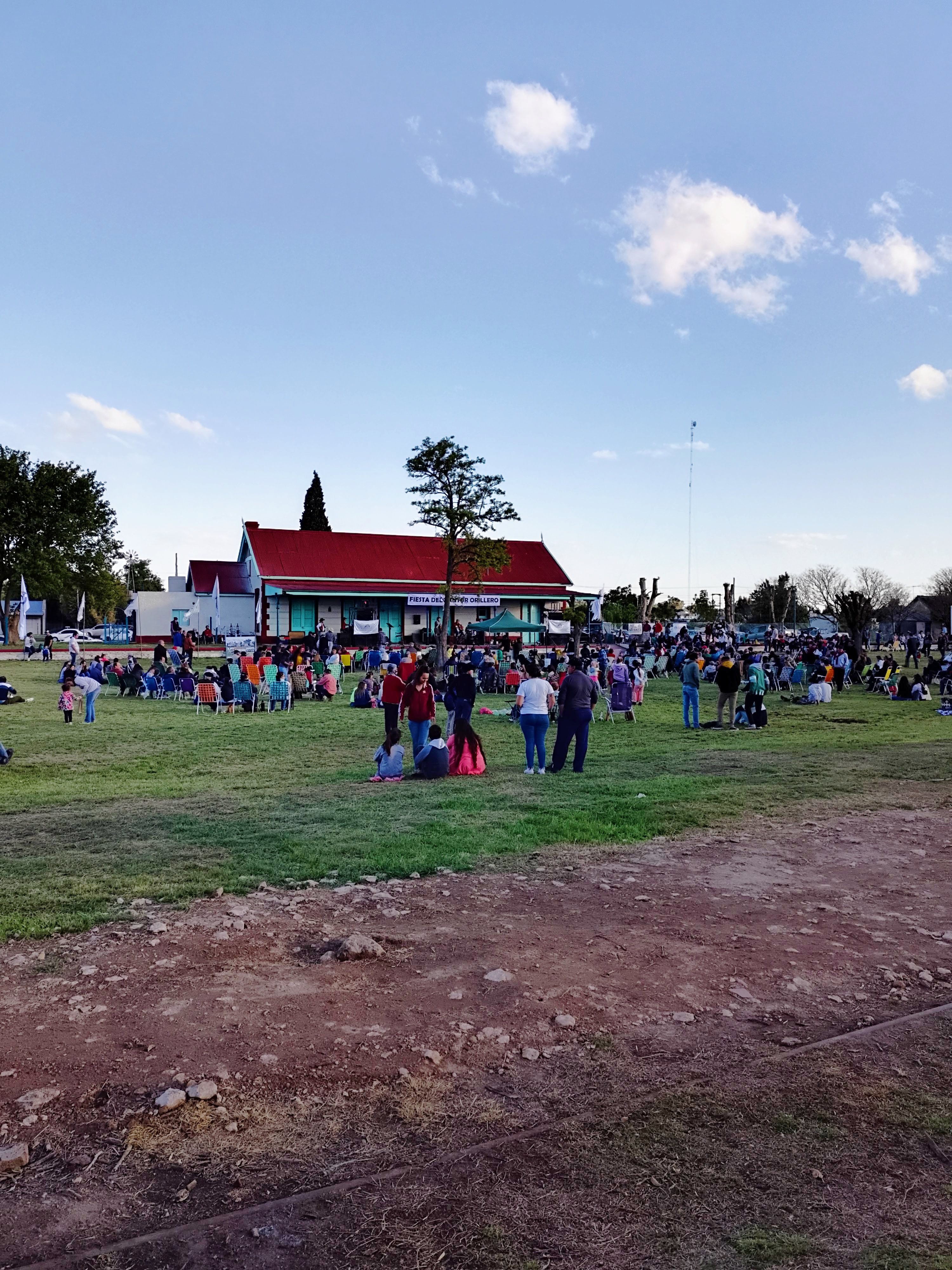
Fiesta del Cantor Orillero

### Fiesta del Cantor Orillero
La Fiesta del Cantor Orillero es un evento cultural que se realiza desde 2021 en la localidad y tiene como objetivo reunir a diferentes artistas del folklore local, regional y provincial. También rendir homenaje a José Larralde, como referente del folklore nacional. En 2016, se sancionó la ley 27309 que establece cada 22 de octubre como el Día Nacional del Cantor Orillero, en reconocimiento al natalicio de José Larralde.

## Sociedad
Posee un Hospital Municipal, 5 emisoras radiales de FM y un canal de TV por cable, sucursales de dos bancos, y en lo referido al culto existen parroquias y capillas que profesan la religión católica y evangélica.
Las actividades sociales y deportivas se canalizan en el Club Atlético Huanguelén, Club Social San Martín, Club de Pesca, Club Hípico, Club Ciclista, y el Aeroclub con importantes instalaciones.

## Deporte
Fútbol
Huanguelén cuenta con un equipo de fútbol, Atlético Huanguelén, el cual participa de la liga Regional de Fútbol de Coronel Suárez compitiendo con equipos de las localidades cercanas de Guaminí, Pigué, Carhué, Coronel Suárez y pueblos alemanes, Tornquist, Puán, entre otros.
El estadio de Atlético se encuentra ubicado en la calle 13 a las cercanías de la LOH. Dicho estadio se llama "Juan Eduardo Christiani" en memoria a un joven Huanguelenense que perdió la vida en un accidente de trabajo. El predio también cuenta con una tribuna bautizada con el nombre de Heraldo "Lalo" Pérez quién participó en forma activa para hacerla posible. La sede social está ubicada en el centro de la localidad. El club posee dos títulos en la era profesional, el último fue obtenido en el 2002 ante una recordada final contra el club deportivo Blanco y Negro, histórico rival huanguelenense.
Tanto en lo deportivo como en lo social, el Club Atlético es una de las instituciones más importante y antigua de la ciudad.
Voleyball
El voleyball, junto con el tenis es una de las disciplinas impulsada en los últimos años en la localidad, la cual ha obtenido gran importancia y logros muy positivos. La misma es impulsada por la escuela de deportes municipal y lleva a cabo sus entrenamientos en las sedes de la Escuela de Enseñanza Media N°3. Los equipos juveniles han logrado éxitos a nivel provincial llegaron en muchas oportunidades a las instancias finales de los Juegos Deportivos Bonaerenses y compitiendo contra clubes con una excelente formación deportiva. De modo profesional, solo un equipo de mujeres participa en la Liga de Coronel Suárez, llamadas a sí mismas "Las Vikingas". El grupo está conformado por jóvenes adolescentes de la ciudad que compiten representado a Huanguelén en el vóley. Como es costumbre este año han avanzado a las instancias finales de los Juegos Bonaerenses a disputarse en Mar del Plata.
Automovilismo
Huanguelén tiene varios competidores en el automovilismo, de los cuales se destaca Emmanuel Peréz Bravo, actual corredor de TC Mouras. Este joven, a pesar de su corta edad ha logrado éxitos muy positivos en su carrera y representa a la localidad a nivel nacional.

## Geografía
Se ubica en las coordenadas 37°06′S 61°58′O / -37.100, -61.967, al sudeste de Guaminí y al norte de Coronel Suárez. La altitud es de 154 - 160 msnm.
Coronel Suárez dista a 56 km, por 21 km camino de tierra y 29 km pavimentados. Huanguelén se conecta mediante la ruta provincial 60 y la ruta provincial 85.

## Población
Cuenta con 5,020 habitantes (Indec, 2010), lo que representa un incremento del 2,53% frente a los 4,896 habitantes (Indec, 2001) del censo anterior.
| Gráfica de evolución demográfica de Huanguelén entre 1960 y 2010 |
|                                                                  |
| Fuentes: INDEC                                                   |

## Toponimia
Huanguelén proviene del mapudungun wangülen, que significa "lucero del alba".

### Área de influencia
Debido al sitio geográfico de Huanguelén, en el centro de un polígono cuadrangular, cuyos vértices son las ciudades cabeceras de los partidos de Guaminí, Coronel Suárez, General Lamadrid y Daireaux (alejadas a no menos de 56 km).

## Problemática de límites
Si bien, el casco urbano de Huanguelén se halla dentro de los límites del partido de Coronel Suárez, la ciudad comparte límite con el partido de Guaminí, tal es así, que la división geográfica de los partidos se encuentra definida en una calle, es esto un problema para los habitantes, ya que, un centenar de personas viven en la parte perteneciente a Guaminí, y  dependen en exclusiva de los servicios públicos del partido y, al encontrase la ciudad cabecera a más de 70 km la situación se torna engorrosa para los habitantes ya que casi no cuentan con la recolección de residuos, servicio de correo, mantenimiento de calles y caminos, del cual el municipio de Guaminí debiera hacerse cargo. Además, el partido de Guaminí notifica al Departamento Judicial con sede en Trenque Lauquen, mientras que, Huanguelén al pertenecer al partido de Coronel Suárez responde al Departamento Judicial de Bahía Blanca, lo que dificulta mucho las tareas administrativas sobre todo en casos donde la fuerza pública tiene que actuar de oficio.
Por su lado, el partido de Daireaux encuentra sus límites a unos 15 km de Huanguelén y el partido de General La Madrid a unos 40. Ambos municipios cobran tasas allí. La situación ha trascendido a nivel nacional, el diario La Nación y el programa periodístico de Telefe Noticias se han hecho eco de la problemática.

## Ruta Provincial 60
La Ruta Provincial 60, atraviesa de oeste a este la Provincia de Buenos Aires, desde Carhué, hasta el Partido de la Costa, en este caso en la zona de Punta Médanos. La ruta en cuestión, que tras su paso desde el oeste pasa por distritos del centro y el sudeste bonaerense, tal el caso de Azul, Rauch, Ayacucho, Pila, General Guido, Maipú y General Lavalle. La ruta 60, resulta el camino más corto para el traslado de los miles de terneros que producidos en esa zona, se envían anualmente hacia el centro y oeste bonaerense y del país. También y en otro sentido, desde el punto de vista turístico constituye la vía más apta y ágil para el desplazamiento desde  el centro y el oeste hacia los Balnearios de la costa Atlántica.
Sin embargo, el trayecto que une la localidad de Huanguelén y General La Madrid se encuentra inconcluso y nunca ha sido asfaltado.

## Parroquias de la Iglesia católica en Huanguelén en el partido de Coronel Suárez
| Arquidiócesis | Bahía Blanca |
| ------------- | ------------ |
| Parroquia     | San José     |